# Cerveza Salva-Vida
Cerveza Salva-Vida, conocida simplemente como Salva-Vida, es una cerveza Lager con 4,8% alc. vol., elaborada por la Cervecería Hondureña.

## Historia
La industria cervecera en Honduras data de finales del siglo XIX. Para esta época el país era escasamente poblado y su economía estaba sustentada básicamente por actividades agropecuarias y mineras. En 1898, Oertge y Federico Werling fundaron en Tegucigalpa la Cervecería Alemana, sin lograr acostumbrar al hondureño al sabor de la cerveza local. 1902. La empresa bananera Standard Fruit And Steamship Company, Inc. (VACCARO BROS. y CIA), funda la Compañía Industrial Ceibeña, CIC, dedicada a la producción de electricidad, agua potable, hielo, bebidas Carbonatadas y servicio de almacenamiento en frío. 1912. Se establece en Tegucigalpa la cerveza Brema por inmigrantes Alemanes. 1915. El gobierno de Honduras otorga a la Compañía Industrial Ceibeña, CIC, la concesión para elaborar y comercializar cerveza. 1916. La compañía Industrial Ceibeña, CIC, pone en el mercado la marca de Cerveza Salva Vida que distribuye en todo el litoral norte del país
Durante los primeros años de la segunda década del siglo XX, la bananera estadounidense Vaccaro Fruit Company comenzó a diversificar su producción, instaló una empresa cervecera en La Ceiba, en el litoral atlántico, llamando a la primera cerveza producida allí con las sílabas iniciales de los nombres y apellidos de dos prominentes empresarios, Salvatore y Vicente D’Antoni. La cerveza se llamó SALVAVIDA. Y no dudaron en poner en la etiqueta la bandera nacional cruzada, recientemente aprobada por la legislatura del Congreso Nacional. Hasta hoy esta cerveza es considerada como la más importante del país.

## Premios
- 2009: Medalla de Oro.
- International High Quality Trophy, otorgado por Monde Selection.